# Pilea radiculosa
Pilea radiculosa är en nässelväxtart som beskrevs av Ignatz Urban. Pilea radiculosa ingår i släktet pileor, och familjen nässelväxter. Inga underarter finns listade i Catalogue of Life.